# Barreirinha
Barreirinha es un municipio brasileño del estado de Amazonas. Perteneciente a la Mesorregión del Centro Amazonense y Microrregión de Parintins. Se localiza a 331 km al este de Manaus, capital del estado. Ocupa un área de 5 750,534 km² y su población según el IBGE en 2010, era de 30677 habitantes, siendo así el vigésimo municipio más poblado del estado de Amazonas y el tercero de su microrregión.